# Overdie
Overdie is een wijk (en voormalige polder) in de plaats Alkmaar, in de Nederlandse provincie Noord-Holland.
In 1565 bezaten Pieter Gerritsz Bicker en zijn vrouw, brouwer in Amsterdam, later burgemeester in Amsterdam, een weiland in het land van Overdie, dat bekend stond als Bickerweyt. :29
Een stadskaart van Alkmaar uit 1649 vermeldt al de naam van de "Landen van de Overdie", die ten zuiden van de toenmalige ommuring van Alkmaar lagen.
De naam Overdie verwijst naar het riviertje de Die. Dit water lag ten zuiden van Alkmaar.
In maart 2007 is de wijk op de lijst met 40 probleemwijken in Nederland van minister Vogelaar van Wonen, Wijken en Integratie gezet. Daarna heeft de gemeente Alkmaar een wijkvernieuwingsproject gestart onder de naam Overdie Leeft.